# ورم ويلمز
ورم ويلمز أو الورم الأرومي الكلوي هو ورمٌ سرطاني يصيب خلايا الكلية، وهو من أكثر الأورام التي تصيب الكلية انتشاراً عند الأطفال .

## الأعراض
تعتمد الأعراض على حجم الورم ومكانه لأن هذا الورم قد يصيب إحدى الكليتين أو كلاهما معًا وقد ينتشر إلى أعضاء أخرى أهمها الرئة، الدماغ والعظام
- آلام في البطن
- خمول أو تعب وإعياء
- ارتفاع ضغط الدم
- دم في البول
- فقدان الشهية
- ارتفاع بسيط في درجة الحرارة مصاب لعرض آخر

## الأسباب
طفرة في جين «WT1»

## عوامل الخطورة
هناك أسباب مساعدة مثل حدوث طفرة جينية في خلايا الكلية قد تحدث بعد الولادة أو حتى قد يولد الطفل وهو مصاب بهذا الورم.
نسبة حدوثه بين الذكور والإناث متساوية، ويمكن أن يحدث في أي عمر بين 1- 15 سنة ولكن السن الأكثر شيوعاً هو ما دون 3 سنوات

## التشخيص

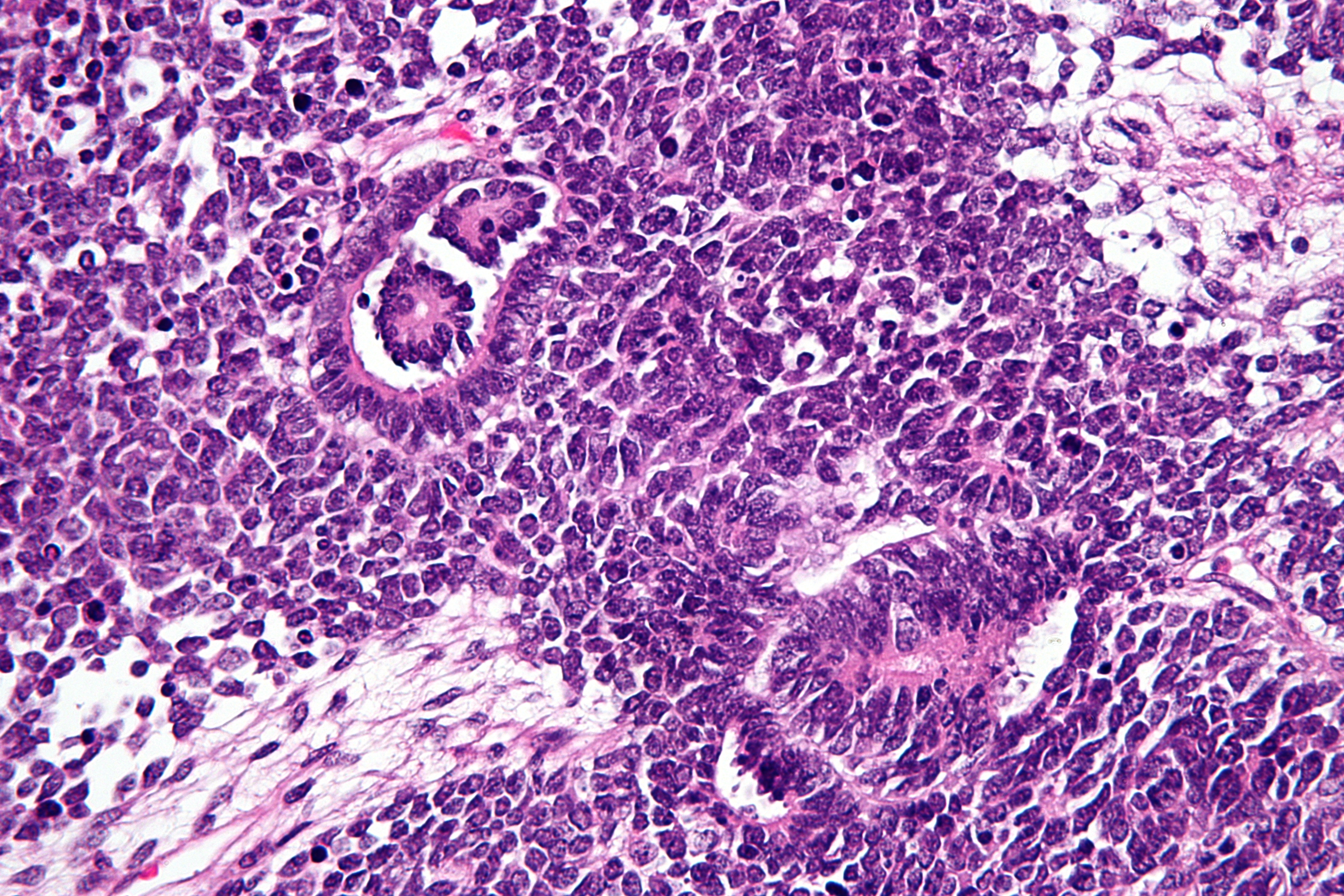

تُجرى للمريض فحوصات وتحاليل شاملة تساعد الطبيب المعالج في تشخيص المرض بدقة، وتحديد مرحلة المرض، وتقدير نسبة الشفاء، وتقييم مدى استجابة المريض إلى العلاج، كما تعتبر هذه الفحوصات والتحاليل مرجعاً أساسياً للمتابعة بعد انتهاء العلاج وفي حالة انتكاسة المريض.
- معرفة التاريخ المرضي منذ بداية الأعراض وبشكل تفصيلي ودقيق.
- الفحص السريري للمريض (يجب توخي الحذر عند إجراء الفحص السريري حيث ينصح بعدم الضغط على الورم للتأكد من عدم تمزق الغشاء المحيط بالورم مما قد يسبب انتشار خلايا الورم في الجسم، كما يجب مراعاة ذلك عند الاستحمام).
- تحاليل الدم المخبرية (فحص وظائف الكبد والكلية، فحص عدد كريات الدم البيضاء، الحمراء والصفائح ....).
- تحليل البول مخبرياً للتأكد من وظائف الكلية والتأكد من خلو الدم في البول.
- إجراء الإشعاعات اللازمة مثل الأشعة السينية، الصوتية، المقطعية، والمغناطيسية، حيث يتم تحديد مكان، حجم، ومدى انتشار الورم في الجسم .
- أخذ عينة من النخاع العظمي للتأكد من خلوه من المرض.
- أخذ عينة من الورم نفسه لفحص الأنسجة والتأكد من تشخيص المرض إما بسحب عينة من الورم باستخدام إبرة وريدية تحت تأثير المخدر العام أو عند استئصال الورم تؤخذ عينة منه للفحص.

## المراحل
يعتمد توزيع المراحل المرضية على مدى انتشار الورم في الجسم وبناءً عليه تحدد خطط العلاج.
المرحلة الأولى: تواجد الورم في كلية واحده وهو غير متصل مع أي من الأنسجة القريبة منه ويمكن استئصاله كلياً .
المرحلة الثانية: امتداد الورم إلى ما بعد الكلية وقد يصيب الأوعية الدموية أو الأنسجة القريبة منه وفي هذه الحالة لا يزال يمكن استئصاله كلياً ولكن أثناء العملية يُخشى أن بعض الخلايا السرطانية قد انتشرت في الجسم.
المرحلة الثالثة: امتداد الورم وانتشاره إلى أجزاء غير الكلية ليصل إلى أعضاء قريبة منه وإلى أوعية دموية حيوية في الجوف البطني لذلك لا يمكن استئصال الورم كلياً.
المرحلة الرابعة: امتداد الورم إلى أعضاء حيوية أخرى مثل الرئة، الكبد، العظم والدماغ أو انتشاره إلى العقد الليمفاوية خارج البطن.
المرحلة الخامسة: امتداد الورم ليصل إلى كلتا الكليتين، وفي هذه الحالة يجب تقييم كلتا الكليتين على حدى.

## العلاج
يعتمد العلاج على مرحلة المريض فكلما كانت المرحلة متقدمة كلما احتاج إلى علاج أقوى، وفي هذا المرض خاصة يعتمد العلاج على تدخل أكثر من نوع مثل العلاج الجراحي، الكيميائي والعلاج الإشعاعي.
العلاج الجراحي:
يعتبر الخيار الأفضل وخاصة في المراحل الأولى وبعد تقييم الجراح يتم استئصال الورم كلياً مع الكلية، وفي حالة عدم المقدرة في استئصاله كلياً، قد يُستأصل جزء منه ولكن قد تتسرب بعض من خلايا هذا الورم عند الجراحة عن طريق الدم إلى باقي الجسم لذلك يلجأ الطبيب إلى العلاج الكيميائي للتأكد من القضاء على جميع الخلايا السرطانية، ويتم بذلك استئصال الورم والكلية معا. وكما نعلم فإن الإنسان يستطيع أن يعيش طبيعي بوجود كلية واحدة.
العلاج الكيميائي:
وذلك باستخدام بعض الأدوية والتي تعمل على قتل ما تبقى من الخلايا السرطانية في الجسم خاصة بعد العملية الجراحية أو قبل العملية الجراحية حيث يقوم العلاج الكيميائي بتصغير حجم الورم ليسمح بعد ذلك بإستئصاله وتعمل هذه الأدوية على جهاز الجسم بشكل شامل وليس على الورم نفسه فقط. وحسب مرحلة المرض تحدد نوعية الأدوية التي يجب أن تستخدم مع المريض حسب خطته العلاجية وقد يستخدم الطبيب نوعين أو أكثر من العلاجات الكيميائية (فينكرستين، اكتنوميسين، دوكسوروبسين...) وجميع هذه العلاجات تعطى عن طريق الوريد.
العلاج الإشعاعي:
يلجأ الطبيب إلى العلاج الإشعاعي في المراحل المتقدمة من المرض ويتم تركيز الإشعاع على الورم نفسه حيث يعمل على التصغير من حجم الورم وبالتالي قد يمكن الجراحيين من استئصاله. وتتشابه آثاره الجانبية مع العلاج الكيميائي ولكن قد يسبب ضمور للمكان الذي تعرض إلى الإشعاع.

## المتابعة
يجب على المريض الالتزام بمواعيد( الطبيب، العلاج والأشعة) أثناء العلاج للتأكد من ضمان فعالية العلاج وتأثيره على الورم وإلا فإن التأخر بتلقي العلاج يسمح للخلايا السرطانية بالعودة مرة أخرى.
تستغرق مدة العلاج ما يقارب (4-6) شهور وبعد الانتهاء من العلاج والتأكد من خلو المريض من الورم وأثاره عندها يحتاج المريض إلى متابعة بشكل مستمر وذلك بزيارات يحددها الطبيب المعالج حيث يتم تحليل الدم مخبرياً وقراءة تقارير الأشعة ومقارنتها بالأشعة السابقة.
في البداية تكون المواعيد متقاربة كل شهر ثم كل شهرين حتى يتم التأكد من استقرار حالة المريض ثم تتباعد المواعيد لتصبح كل ستة شهور أو سنة لذلك يجب الالتزام بمواعيد الطبيب والأشعة لوجود احتمالية انتكاسة المريض وعودة المرض مرة أخرى.